# Kenny Easley
Kenneth Mason Easley Jr. (Chesapeake, Virginia, 15 de enero de 1959), más conocido como Kenny Easley, es un exjugador profesional estadounidense de fútbol americano que se desempeñó en la posición de safety en la National Football League (NFL). Es miembro del Salón de la Fama del Fútbol Americano Profesional.

## Carrera
Easley jugó como profesional siete temporadas en Seattle Seahawks (1981-1987), equipo en el que se retiró.

## Reconocimiento
En 2017, ingresó como miembro al Salón de la Fama del Fútbol Americano Profesional.